# 콜로-콜로 (여자)
콜로-콜로 페메니노(스페인어: Colo-Colo Femenino)는 칠레의 수도 산티아고를 연고로 하는 칠레의 여자 축구 클럽이다. 2007년에 콜로-콜로 산하 여자 축구 클럽으로 설립되었으며, 현재 칠레의 여자 축구 리그인 프리메라 디비시온 데 푸트볼 페메니노 데 칠레에 참가하고 있다.

## 성적

### 국내 대회
- 프리메라 디비시온 데 푸트볼 페메니노 데 칠레 13회 우승 (토르네오 2010, 아페르투라 2011, 클라우수라 2011, 아페르투라 2012, 클라우수라 2012, 아페르투라 2013, 클라우수라 2013, 아페르투라 2014, 클라우수라 2014, 아페르투라 2015, 클라우수라 2016, 아페르투라 2017, 클라우수라 2017)
- 코파 데 캄페오나스 3회 우승 (2013, 2015, 2016)
- 코파 칠레 페메니나 2회 준우승 (2009, 2010)

### 국제 대회
- 코파 리베르타도레스 페메니나 1회 우승 (2012), 3회 준우승 (2011, 2015, 2017)

## 역대 감독
| 감독            | 임기        |
| --------------- | ----------- |
| 호세 레텔리에르 | 2010 ~ 2015 |